# Бережниця (Грубешівський повіт)
Бережниця (пол. Bereżnica) — село в Польщі, в історичному Надсянні, у гміні Городло Грубешівського повіту Люблінського воєводства. Населення — 282 особи (2011).

## Історія
За даними етнографічної експедиції 1869—1870 років під керівництвом Павла Чубинського, у селі проживали греко-католики, які розмовляли українською мовою.
21-25 червня 1947 року під час операції «Вісла» польська армія виселила з Бережниці на щойно приєднані до Польщі північно-західні терени 12 українців. У селі залишилося 420 поляків. Ще 2 несилені українців підлягали виселенню.
У 1975—1998 роках село належало до Замойського воєводства.

## Демографія
Демографічна структура станом на 31 березня 2011 року:
|          | Загалом | Допрацездатний вік | Працездатний вік | Постпрацездатний вік |
| -------- | ------- | ------------------ | ---------------- | -------------------- |
| Чоловіки | 143     | 30                 | 92               | 21                   |
| Жінки    | 139     | 31                 | 71               | 37                   |
| Разом    | 282     | 61                 | 163              | 58                   |